# 常州市红十字医院
常州市红十字医院（常州市肿瘤医院），是中华人民共和国江苏省的一所医院，为二级甲等医院，位于常州市怀德南路44号。

## 规模
常州市红十字医院总床位400张，日门诊量318人次。